# Anaheim Ducks
Anaheim Ducks är en amerikansk ishockeyorganisation vars lag är baserat i Anaheim i Kalifornien. Laget bildades den 8 oktober 1993 med namnet Mighty Ducks of Anaheim av underhållningsjätten The Walt Disney Company, som ett PR-verktyg för filmserien The Mighty Ducks, och blev då en medlemsorganisation i National Hockey League (NHL). Hemmaarenan är Honda Center, som invigdes 1993 under namnet Arrowhead Pond of Anaheim. Laget spelar i Pacific Division tillsammans med Calgary Flames, Edmonton Oilers, Los Angeles Kings, San Jose Sharks, Seattle Kraken, Vancouver Canucks och Vegas Golden Knights.
Ducks har vunnit Stanley Cup en gång för säsongen 2006–2007. Laget har haft en del namnkunniga spelare genom åren som Teemu Selänne, Paul Kariya, Ryan Getzlaf, Scott Niedermayer, Chris Pronger, Corey Perry och Jean-Sébastien Giguère.

## Historik
Anaheim Ducks grundades 1993 med namnet Mighty Ducks of Anaheim och i den första draften valde de Paul Kariya. 1997 gick de till sitt första Stanley Cup-slutspel och slog Phoenix Coyotes med 4-3 i Western Conference kvartsfinaler men förlorade semifinalserien mot Detroit Red Wings.
2003 gick de till final men förlorade mot New Jersey Devils med 4-3. Målvakten Jean-Sébastien Giguère fick Conn Smythe Trophy som "mest värdefulla spelare" i Stanley Cup-slutspelet.
Den 26 januari 2006 meddelades att klubben lytt fansens förslag och låtit lagets namn ändras till "Anaheim Ducks", vilket skedde den 22 juni 2006. 2007 vann laget Stanley Cup när man finalbesegrade Ottawa Senators med 4-1 i matcher. Lagkaptenen Scott Niedermayer vann Conn Smythe Trophy som "mest värdefulla spelare" i Stanley Cup-slutspelet.

### Stanley Cup-slutspel

#### 1990-talet
- 1994 – Missade slutspel.
- 1999 – Förlorade i första ronden mot Detroit Red Wings med 0–4 i matcher.

#### 2000-talet
- 2000 – Missade slutspel.
- 2006 – Förlorade i tredje ronden mot Edmonton Oilers med 1–4 i matcher.

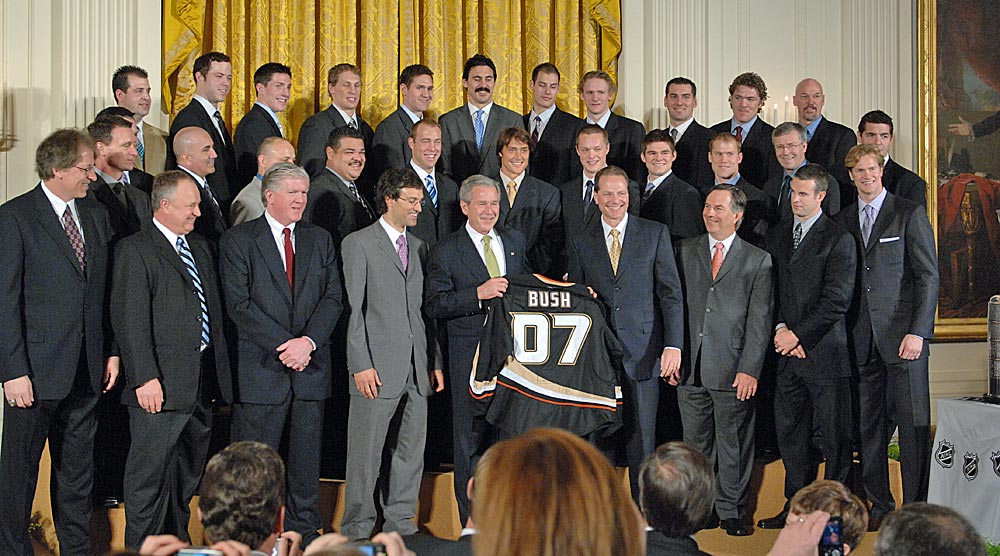
Anaheim Ducks i sällskap av den dåvarande presidenten George W. Bush i Vita Huset efter att de vann Stanley Cup 2007.

- 2007 – Vann finalen mot Ottawa Senators med 1–4 i matcher.
  - François Beauchemin, Tim Brent, Ilja Bryzgalov, Sébastien Caron, Ryan Carter, Joe DiPenta, Ryan Getzlaf, Jean-Sébastien Giguère, Mark Hartigan, Kent Huskins, Richard Jackman, Chris Kunitz, Todd Marchant, Brad May, Andy McDonald, Drew Miller, Travis Moen, Joe Motzko, Rob Niedermayer, Scott Niedermayer (C), Sean O'Donnell, George Parros, Dustin Penner, Corey Perry, Chris Pronger, Samuel Påhlsson, Aaron Rome, Ryan Shannon, Teemu Selänne & Shawn Thornton – Randy Carlyle.
- 2008 – Förlorade i första ronden mot Dallas Stars med 2–4 i matcher
- 2009 – Förlorade i andra ronden mot Detroit Red Wings med 3–4 i matcher.

#### 2010-talet
- 2010 – Missade slutspel.
- 2019 – Missade slutspel.

#### 2020-talet
- 2020 – Missade slutspel.
- 2025 – Missade slutspel.

Spelare med kursiv stil fick inte sina namn ingraverade på Stanley Cup-pokalen.

## Nuvarande spelartrupp

### Spelartruppen 2025/2026
Senast uppdaterad: 5 augusti 2025.

Alla spelare som har kontrakt med Anaheim Ducks och har spelat för dem under aktuell säsong listas i spelartruppen. Spelarnas löner är i amerikanska dollar och är vad de skulle få ut om de vore i NHL-truppen under hela grundserien (oktober–april). Löner i kursiv stil är ej bekräftade.
| Målvakter                                                                                     | Målvakter | Målvakter           | Målvakter           | Målvakter  | Målvakter | Målvakter | Målvakter      | Målvakter                | Målvakter | Målvakter |
| Nr                                                                                            |           | Namn                | Namn                | Lön 25/26  |           | Kontrakt  | Kom till laget | Kom ifrån                |           |           |
| --------------------------------------------------------------------------------------------- | --------- | ------------------- | ------------------- | ---------- | --------- | --------- | -------------- | ------------------------ | --------- | --------- |
| 1                                                                                             | Tjeckien  | Lukáš Dostál        | Lukáš Dostál        | $6 500 000 | [ 9 ]     | 2030      | 2022           | San Diego Gulls          |           |           |
| 31                                                                                            | Sverige   | Calle Clang         | Calle Clang         | $775 000   | [ 10 ]    | 2026      | 2023           | Rögle BK                 |           |           |
| 68                                                                                            | Italien   | Damian Clara        | Damian Clara        | $870 000   | [ 11 ]    | 2027      | 2024           | Brynäs IF                |           |           |
| 78                                                                                            | Tjeckien  | Tomáš Suchánek      | Tomáš Suchánek      | $870 000   | [ 12 ]    | 2027      | 2024           | San Diego Gulls          |           |           |
| --                                                                                            | Ryssland  | Vjatjeslav Butejets | Vjatjeslav Butejets | $852 500   | [ 13 ]    | 2026      | 2024           | Tjelmet Tjeljabinsk      |           |           |
| --                                                                                            | Finland   | Ville Husso         | Ville Husso         | $2 200 000 | [ 14 ]    | 2027      | 2025           | Grand Rapids Griffins    |           |           |
| --                                                                                            | Tjeckien  | Petr Mrázek         | Petr Mrázek         | $3 650 000 | [ 15 ]    | 2026      | 2025           | Detroit Red Wings        |           |           |
| Backar                                                                                        |           |                     |                     |            |           |           |                |                          |           |           |
| Nr                                                                                            |           | Namn                | Namn                | Lön 25/26  |           | Kontrakt  | Kom till laget | Kom ifrån                |           |           |
| 2                                                                                             | USA       | Jackson LaCombe     | Jackson LaCombe     | $925 000   | [ 16 ]    | 2026      | 2023           | Minnesota Golden Gophers |           |           |
| 7                                                                                             | Tjeckien  | Radko Gudas − C     | Radko Gudas − C     | $4 000 000 | [ 17 ]    | 2026      | 2023           | Florida Panthers         |           |           |
| 34                                                                                            | Ryssland  | Pavel Mintjukov     | Pavel Mintjukov     | $855 000   | [ 18 ]    | 2026      | 2023           | Saginaw Spirit           |           |           |
| 43                                                                                            | USA       | Drew Helleson       | Drew Helleson       | $1 100 000 | [ 19 ]    | 2027      | 2024           | San Diego Gulls          |           |           |
| 47                                                                                            | Kanada    | Noah Warren         | Noah Warren         | $870 000   | [ 20 ]    | 2027      | 2023           | Olympiques de Gatineau   |           |           |
| 50                                                                                            | Norge     | Stian Solberg       | Stian Solberg       | $975 000   | [ 21 ]    | 2027      | 2024           | Vålerenga Ishockey       |           |           |
| 51                                                                                            | Kanada    | Olen Zellweger      | Olen Zellweger      | $832 500   | [ 22 ]    | 2026      | 2024           | San Diego Gulls          |           |           |
| 61                                                                                            | Kanada    | Tyson Hinds         | Tyson Hinds         | $775 000   | [ 23 ]    | 2026      | 2023           | Phœnix de Sherbrooke     |           |           |
| 65                                                                                            | USA       | Jacob Trouba        | Jacob Trouba        | $6 000 000 | [ 24 ]    | 2026      | 2024           | New York Rangers         |           |           |
| 67                                                                                            | Kanada    | Tristan Luneau      | Tristan Luneau      | $870 000   | [ 25 ]    | 2027      | 2023           | Olympiques de Gatineau   |           |           |
| 74                                                                                            | USA       | Ian Moore           | Ian Moore           | $925 000   | [ 26 ]    | 2026      | 2025           | San Diego Gulls          |           |           |
| 76                                                                                            | Schweiz   | Rodwin Dionicio     | Rodwin Dionicio     | $950 000   | [ 27 ]    | 2027      | 2024           | Saginaw Spirit           |           |           |
| --                                                                                            | Kanada    | Jérémie Biakabutuka | Jérémie Biakabutuka | $825 000   | [ 28 ]    | 2026      | 2024           | Florida Everblades       |           |           |
| --                                                                                            | Kanada    | Konnor Smith        | Konnor Smith        | $855 000   | [ 29 ]    | 2028      | 2025           | Brampton Steelheads      |           |           |
| Forwards                                                                                      |           |                     |                     |            |           |           |                |                          |           |           |
| Nr                                                                                            |           | Namn                | Pos                 | Lön 25/26  |           | Kontrakt  | Kom till laget | Kom ifrån                |           |           |
| 16                                                                                            | Kanada    | Ryan Strome         | C/HF                | $5 000 000 | [ 30 ]    | 2027      | 2022           | New York Rangers         |           |           |
| 17                                                                                            | Kanada    | Alexander Killorn   | HF/VF               | $6 250 000 | [ 31 ]    | 2027      | 2023           | Tampa Bay Lightning      |           |           |
| 19                                                                                            | USA       | Troy Terry          | HF                  | $7 000 000 | [ 32 ]    | 2030      | 2018           | Denver Pioneers          |           |           |
| 38                                                                                            | Kanada    | Jansen Harkins      | VF/C                | $800 000   | [ 33 ]    | 2026      | 2024           | San Diego Gulls          |           |           |
| 41                                                                                            | Kanada    | Nathan Gaucher      | C                   | $855 000   | [ 34 ]    | 2027      | 2023           | Remparts de Québec       |           |           |
| 42                                                                                            | USA       | Tim Washe           | C/VF                | $775 000   | [ 35 ]    | 2027      | 2025           | Western Michigan Broncos |           |           |
| 44                                                                                            | Kanada    | Ross Johnston       | VF                  | $1 100 000 | [ 36 ]    | 2026      | 2023           | New York Islanders       |           |           |
| 45                                                                                            | Kanada    | Beckett Sennecke    | HF                  | $975 000   | [ 37 ]    | 2027      | 2025           | Oshawa Generals          |           |           |
| 48                                                                                            | Kanada    | Nico Myatovic       | VF                  | $870 000   | [ 38 ]    | 2027      | 2024           | Seattle Thunderbirds     |           |           |
| 55                                                                                            | Kanada    | Coulson Pitre       | HF                  | $857 500   | [ 39 ]    | 2027      | 2024           | Flint Firebirds          |           |           |
| 57                                                                                            | Belarus   | Jehor Sydorov       | HF/VF               | $865 000   | [ 40 ]    | 2027      | 2024           | Saskatoon Blades         |           |           |
| 59                                                                                            | USA       | Sasha Pastujov      | VF/HF               | $832 500   | [ 41 ]    | 2026      | 2023           | Guelph Storm             |           |           |
| 61                                                                                            | USA       | Cutter Gauthier     | VF/C                | $950 000   | [ 42 ]    | 2026      | 2024           | Boston College Eagles    |           |           |
| 62                                                                                            | USA       | Nikita Nesterenko   | C                   | $775 000   | [ 43 ]    | 2027      | 2025           | San Diego Gulls          |           |           |
| 64                                                                                            | USA       | Sam Colangelo       | HF                  | $850 000   | [ 44 ]    | 2027      | 2024           | San Diego Gulls          |           |           |
| 73                                                                                            | Tjeckien  | Jan Myšák           | C/VF                | $775 000   | [ 45 ]    | 2026      | 2024           | Rocket de Laval          |           |           |
| 77                                                                                            | USA       | Frank Vatrano       | VF/HF               | $6 000 000 | [ 46 ]    | 2028      | 2022           | New York Rangers         |           |           |
| 83                                                                                            | Kanada    | Jaxsen Wiebe        | HF/C                | $850 000   | [ 47 ]    | 2026      | 2023           | Prince George Cougars    |           |           |
| 91                                                                                            | Sverige   | Leo Carlsson        | C                   | $950 000   | [ 48 ]    | 2026      | 2023           | Örebro HK                |           |           |
| --                                                                                            | Finland   | Mikael Granlund     | C/HF                | $7 000 000 | [ 49 ]    | 2028      | 2025           | Dallas Stars             |           |           |
| --                                                                                            | USA       | Chris Kreider       | VF                  | $5 000 000 | [ 50 ]    | 2027      | 2025           | New York Rangers         |           |           |
| --                                                                                            | Sverige   | Lucas Pettersson    | C                   | $872 500   | [ 51 ]    | 2028      | 2025           | Modo Hockey              |           |           |
| --                                                                                            | USA       | Ryan Poehling       | C                   | $1 900 000 | [ 52 ]    | 2026      | 2025           | Philadelphia Flyers      |           |           |
| Positioner: C – HF – VF – YF \| C = Lagkapten; A = Assisterande lagkapten \| = Långtidsskadad |           |                     |                     |            |           |           |                |                          |           |           |

#### Spelargalleri

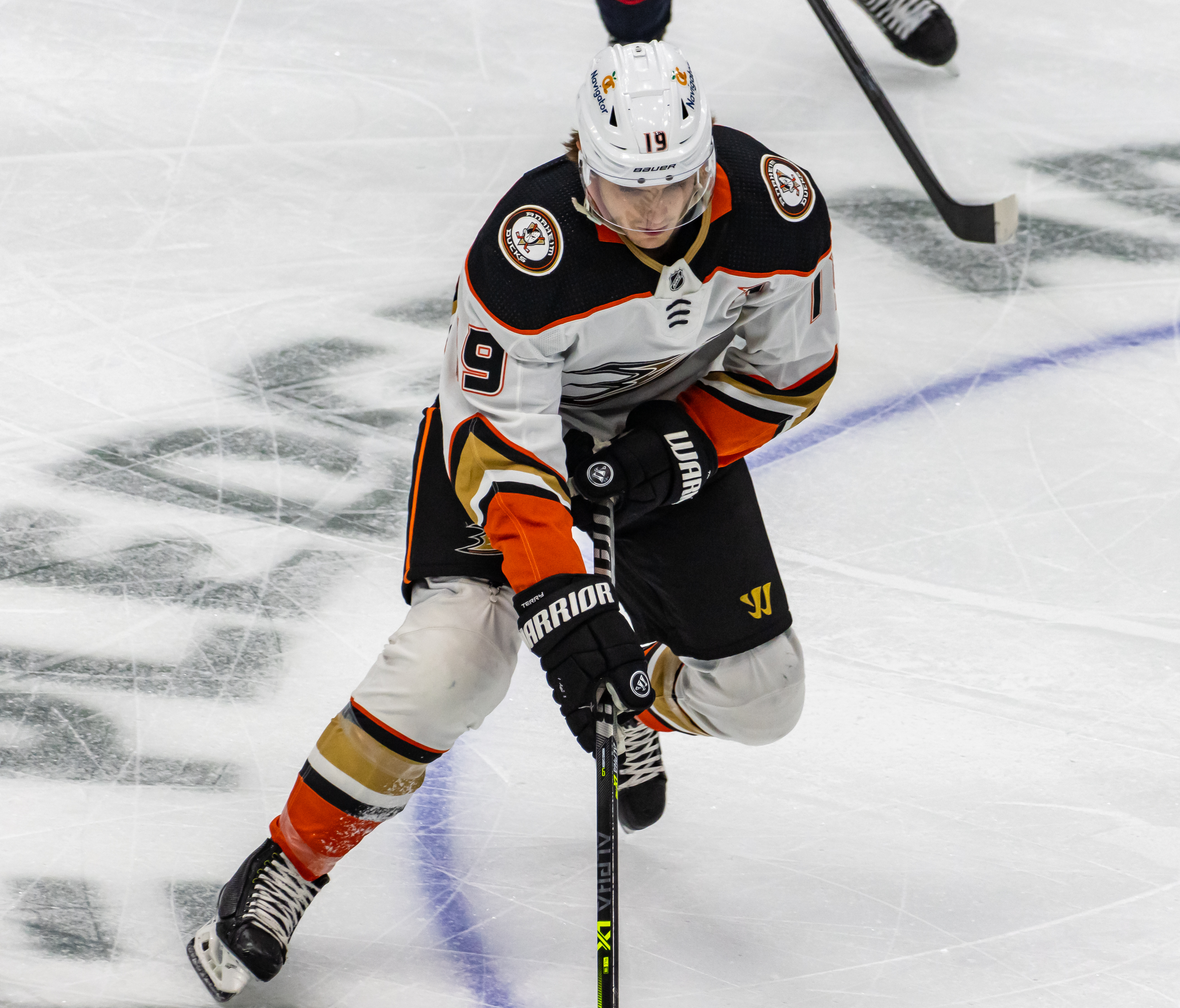
Troy Terry

## Staben

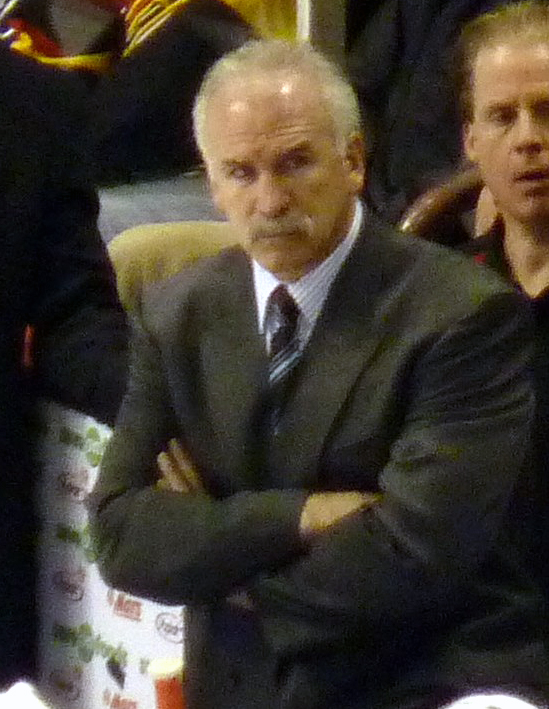
Joel Quenneville, 2009.

Uppdaterat: 9 maj 2025.
| Yrkestitel           | Namn             |
| -------------------- | ---------------- |
| General manager      | Pat Verbeek      |
| Tränare              | Joel Quenneville |
| Assisterande tränare | Tim Army         |
|                      | Rich Clune       |
|                      | Brent Thompson   |
| Målvaktstränare      | Peter Budaj      |
| Videocoach           | Austin Violette  |

## Utmärkelser

### Pensionerade nummer
Ducks har pensionerat tre spelarnummer sedan bildandet av organisationen medan NHL själva har pensionerat ett spelarnummer.
| - #8 Teemu Selänne, (1996–2001, 2005–2014) - #9 Paul Kariya, (1994–2003) | - #27 Scott Niedermayer, (2005–2010) - #99 Wayne Gretzky, (NHL) |

### Hall of Famers

#### Spelare

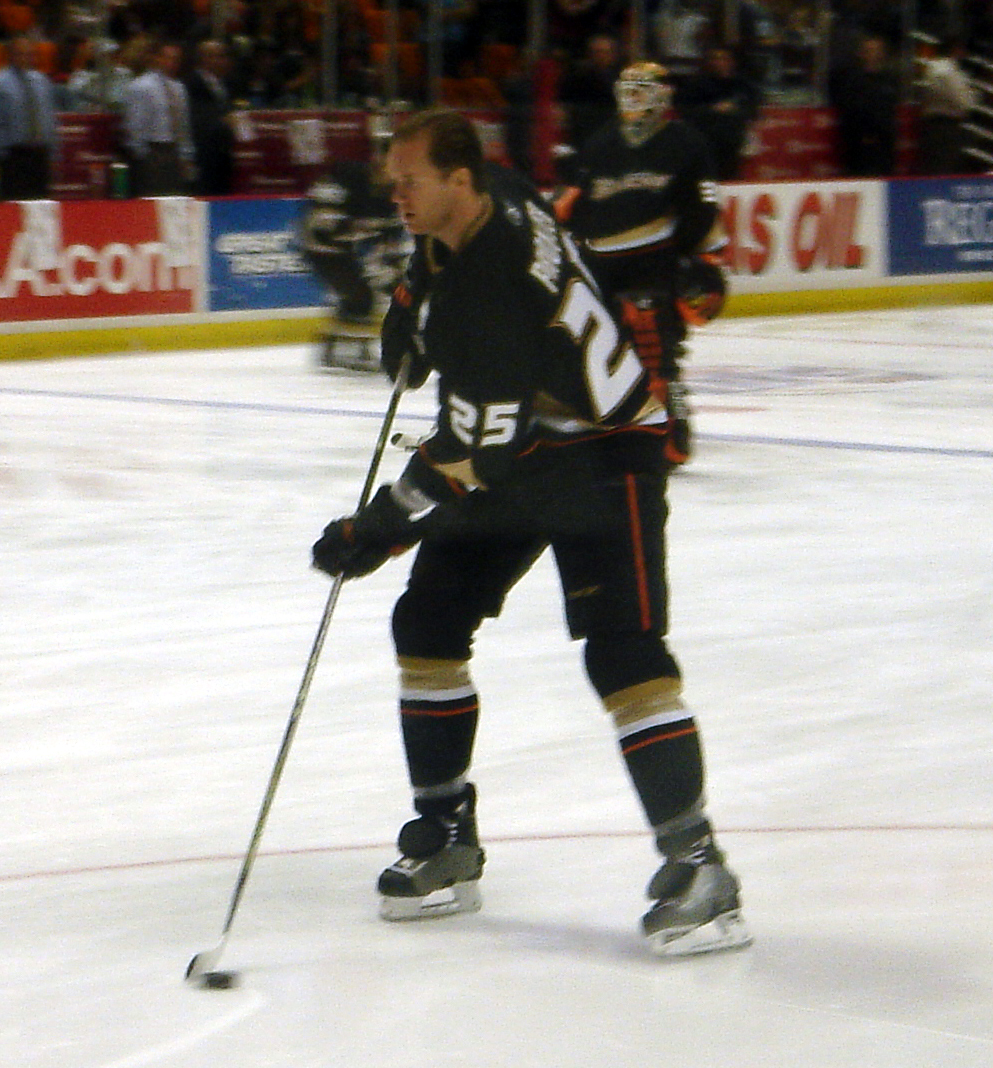
Chris Pronger, 2007.

| - Jari Kurri (Invald 2001) - Spelade i Ducks 1996–1997. - Adam Oates (Invald 2012) - Spelade i Ducks 2002–2003. - Scott Niedermayer (Invald 2013) - Spelade i Ducks 2005–2010. - Sergej Fjodorov (Invald 2015) - Spelade i Ducks 2003–2005. | - Chris Pronger (Invald 2015) - Spelade i Ducks 2006–2009. - Paul Kariya (Invald 2017) - Spelade i Ducks 1995–2003. - Teemu Selänne (Invald 2017) - Spelade i Ducks 1996–2001 och 2005–2014. |

#### Ledare
| Ingen ledare har blivit invald till Hockey Hall of Fame. |

### Troféer

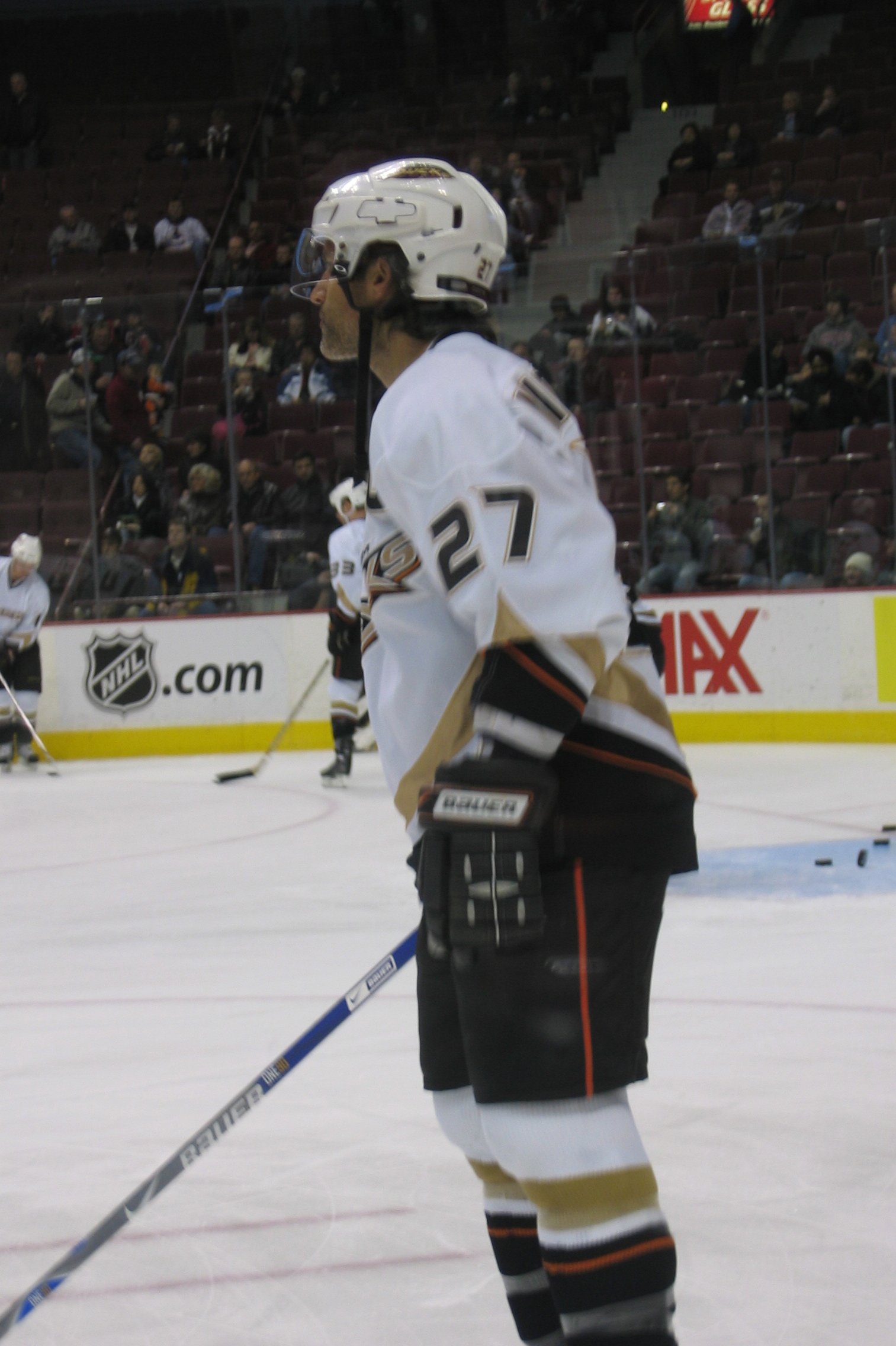
Scott Niedermayer, 2006.

#### Lag
| Stanley Cup (1) - 2006–2007 Clarence S. Campbell Bowl (2) - 2002–2003, 2006–2007 Bill Masterton Memorial Trophy (1) - Teemu Selänne: 2005–2006 Conn Smythe Trophy (2) - Jean-Sébastien Giguère: 2002–2003 - Scott Niedermayer: 2006–2007 Hart Memorial Trophy (1) - Corey Perry: 2010–2011 | Lady Byng Memorial Trophy (2) - Paul Kariya: 1995–1996, 1996–1997 Lester Patrick Trophy (1) - Brian Burke: 2007–2008 Maurice "Rocket" Richard Trophy (2) - Teemu Selänne: 1998–1999 - Corey Perry: 2010–2011 NHL General Manager of the Year Award (1) - Bob Murray: 2013–2014 William M. Jennings Trophy (1) - Frederik Andersen och John Gibson: 2015–2016 |

## Ledare

### General manager
Källa: 
| - Jack Ferreira, 1993–1998 - Pierre Gauthier, 1998–2002 - Bryan Murray, 2002–2004 - Al Coates, 2004–2005 | - Brian Burke, 2005–20081 - Bob Murray, 2008–2021 - Jeff Solomon, 2021–2022 - Pat Verbeek, 2022– |

### Tränare

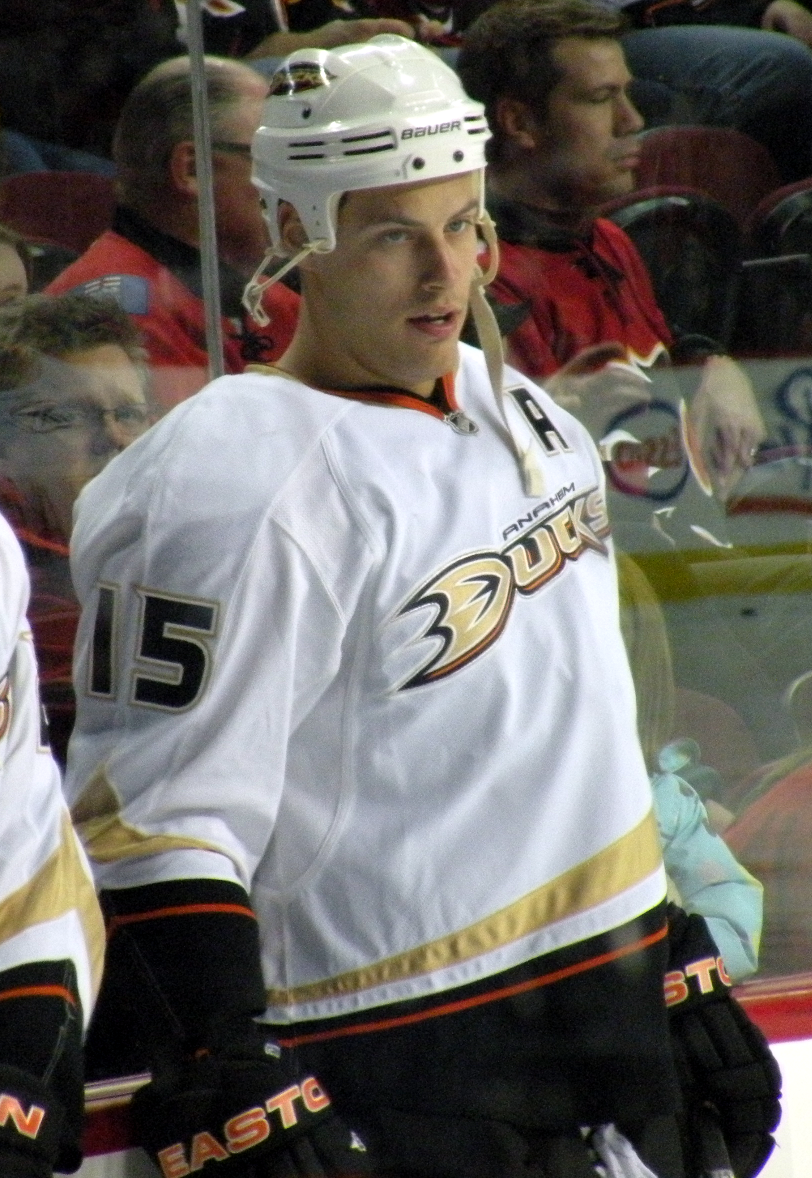
Ryan Getzlaf, 2010.

Källa: 
| - Ron Wilson, 1993–1997 - Pierre Page, 1997–1998 - Craig Hartsburg, 1998–2000 - Guy Charron, 2000–2001 - Bryan Murray, 2001–2002 - Mike Babcock, 2002–2004 - Randy Carlyle, 2005–20111 | - Bruce Boudreau, 2011–2016 - Randy Carlyle, 2016–2019 - Bob Murray, 2019–2019 - Dallas Eakins, 2019–2023 - Greg Cronin, 2023–2025 - Joel Quenneville, 2025– |

### Lagkaptener
Källa: 
| - Troy Loney, 1993–1994 - Randy Ladouceur, 1994–1996 - Paul Kariya, 1996–1997 - Paul Kariya och Teemu Selänne, 1997–1998 - Paul Kariya, 1998–2003 - Steve Rucchin, 2003–2004 | - Scott Niedermayer, 2005–20071 - Chris Pronger, 2007–2008 - Scott Niedermayer, 2008-2010 - Ryan Getzlaf, 2010–2022 - Ingen kapten utsedd, 2022–2024 - Radko Gudas, 2024– |

1 Vann Stanley Cup med Ducks.

## Statistik

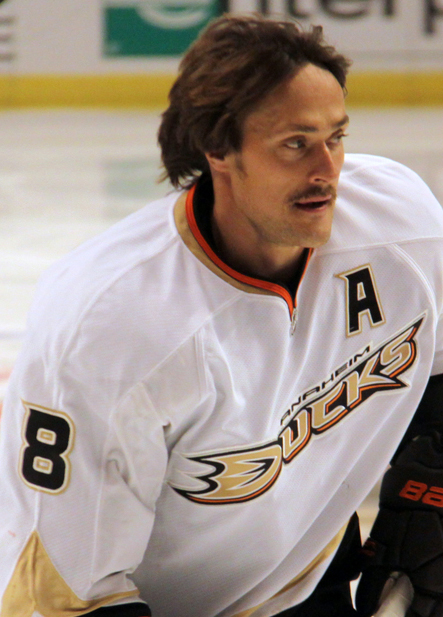
Teemu Selänne, 2010.

### Poängledare
Topp tio för mest poäng i klubbens historia. Siffrorna uppdateras efter varje genomförd säsong.

Pos = Position; SM = Spelade matcher; M = Mål; A = Assists; P = Poäng

#### Grundserie
Uppdaterat: 9 maj 2025.
| Spelare           | SM   | M   | A   | P    |
| Ryan Getzlaf      | 1157 | 282 | 737 | 1019 |
| Teemu Selänne     | 966  | 457 | 531 | 988  |
| Corey Perry       | 988  | 372 | 404 | 776  |
| Paul Kariya       | 606  | 300 | 369 | 669  |
| Cam Fowler        | 991  | 96  | 361 | 457  |
| Steve Rucchin     | 616  | 153 | 279 | 432  |
| Jakob Silfverberg | 772  | 158 | 196 | 354  |
| Rickard Rakell    | 550  | 154 | 185 | 339  |
| Bobby Ryan        | 378  | 147 | 142 | 289  |
| Troy Terry        | 427  | 116 | 169 | 285  |

#### Slutspel
Uppdaterat: 9 maj 2025.
| Spelare             | SM  | M  | A  | P   |
| Ryan Getzlaf        | 125 | 37 | 83 | 120 |
| Corey Perry         | 118 | 36 | 53 | 89  |
| Teemu Selänne       | 96  | 35 | 34 | 69  |
| Jakob Silfverberg   | 57  | 16 | 25 | 41  |
| François Beauchemin | 101 | 10 | 29 | 39  |
| Scott Niedermayer   | 56  | 8  | 26 | 34  |
| Cam Fowler          | 62  | 6  | 27 | 33  |
| Chris Pronger       | 38  | 7  | 23 | 30  |
| Paul Kariya         | 35  | 14 | 15 | 29  |
| Ryan Kesler         | 44  | 12 | 15 | 27  |

## Svenska spelare
| Målvakter    | Målvakter | Målvakter | Målvakter | Målvakter | Målvakter | Målvakter  | Målvakter | Målvakter | Målvakter | Målvakter | Målvakter | Målvakter | Målvakter  | Målvakter | Målvakter | Målvakter | Målvakter | Målvakter   |
| Spelare      | Nr        | Från      | Till      | Matcher¹  | Vinster¹  | Förluster¹ | Övertid¹  | GAA¹      | SVS%¹     | Nollor¹   | Matcher²  | Vinster²  | Förluster² | Övertid²  | GAA²      | SVS%²     | Nollor²   | Stanley Cup |
| ------------ | --------- | --------- | --------- | --------- | --------- | ---------- | --------- | --------- | --------- | --------- | --------- | --------- | ---------- | --------- | --------- | --------- | --------- | ----------- |
| Viktor Fasth | 30        | 2012      | 2014      | 30        | 17        | 8          | 3         | 2,57      | .903      | 0         | 0         | 0         | 0          | -         | 0,00      | .000      | 0         | 0           |

| Utespelare        | Utespelare | Utespelare | Utespelare | Utespelare | Utespelare | Utespelare | Utespelare | Utespelare | Utespelare | Utespelare | Utespelare | Utespelare | Utespelare | Utespelare | Utespelare | Utespelare  |
| Spelare           | Pos        | Nr         | K/A        | Från       | Till       | Matcher¹   | Mål¹       | Assists¹   | Poäng¹     | PIM¹       | Matcher²   | Mål²       | Assists¹   | Poäng²     | PIM²       | Stanley Cup |
| ----------------- | ---------- | ---------- | ---------- | ---------- | ---------- | ---------- | ---------- | ---------- | ---------- | ---------- | ---------- | ---------- | ---------- | ---------- | ---------- | ----------- |
| Patrik Carnbäck   | HF         | 21         |            | 1993       | 1996       | 148        | 24         | 38         | 62         | 120        | 0          | 0          | 0          | 0          | 0          | 0           |
| Fredrik Olausson  | B          | 4          |            | 1996       | 1996       | 56         | 4          | 25         | 29         | 32         | 0          | 0          | 0          | 0          | 0          | 0           |
| Tomas Sandström   | HF         | 17         |            | 1997       | 1999       | 135        | 24         | 25         | 49         | 106        | 4          | 0          | 0          | 0          | 4          | 0           |
| Johan Davidsson   | C          | 22         |            | 1998       | 2000       | 69         | 4          | 5          | 9          | 16         | 1          | 0          | 0          | 0          | 0          | 0           |
| Fredrik Olausson  | B          | 2          |            | 1998       | 2000       | 144        | 31         | 59         | 90         | 58         | 4          | 0          | 2          | 2          | 4          | 0           |
| Niclas Hävelid    | B          | 28         |            | 1999       | 2004       | 310        | 24         | 61         | 85         | 152        | 21         | 0          | 4          | 4          | 2          | 0           |
| Jörgen Jönsson    | C          | 22         |            | 1999       | 2000       | 13         | 1          | 2          | 3          | 0          | 0          | 0          | 0          | 0          | 0          | 0           |
| Jonas Rönnqvist   | HF         | 22         |            | 2000       | 2001       | 38         | 0          | 4          | 4          | 14         | 0          | 0          | 0          | 0          | 0          | 0           |
| Samuel Påhlsson   | C          | 26         |            | 2000       | 2009       | 527        | 51         | 90         | 141        | 252        | 64         | 7          | 16         | 23         | 50         | 1           |
| Patric Kjellberg  | VF         | 18         |            | 2001       | 2003       | 141        | 15         | 19         | 34         | 26         | 10         | 0          | 0          | 0          | 0          | 0           |
| Jonathan Hedström | HF         | 51, 17     |            | 2002 2005  | 2003 2006  | 83         | 13         | 14         | 27         | 48         | 3          | 0          | 1          | 1          | 2          | 0           |
| Fredrik Olausson  | B          | 2          |            | 2002       | 2003       | 44         | 2          | 6          | 8          | 22         | 1          | 0          | 0          | 0          | 0          | 0           |
| Tony Mårtensson   | C          | 46         |            | 2003       | 2004       | 6          | 1          | 1          | 2          | 0          | 0          | 0          | 0          | 0          | 0          | 0           |
| Michael Holmqvist | C          | 18         |            | 2003       | 2005       | 21         | 2          | 0          | 2          | 25         | 0          | 0          | 0          | 0          | 0          | 0           |
| Björn Melin       | C          | 43         |            | 2006       | 2007       | 3          | 1          | 0          | 1          | 0          | 0          | 0          | 0          | 0          | 0          | 0           |
| Andreas Lilja     | B          | 3          |            | 2010       | 2011       | 52         | 1          | 6          | 7          | 28         | 3          | 0          | 0          | 0          | 0          | 0           |
| Rickard Rakell    | HF         | 67         |            | 2013       | 2022       | 550        | 154        | 185        | 339        | 116        | 46         | 11         | 8          | 19         | 2          | 0           |
| Hampus Lindholm   | B          | 47         |            | 2013       | 2022       | 582        | 57         | 165        | 222        | 314        | 55         | 4          | 17         | 21         | 22         | 0           |
| Jakob Silfverberg | HF         | 33         | A          | 2013       | 2024       | 769        | 158        | 196        | 354        | 250        | 57         | 16         | 25         | 41         | 34         | 0           |
| William Karlsson  | VF         | 38         |            | 2014       | 2015       | 18         | 2          | 1          | 3          | 2          | 0          | 0          | 0          | 0          | 0          | 0           |
| Max Friberg       | VF         | 43         |            | 2014       | 2016       | 6          | 0          | 0          | 0          | 2          | 0          | 0          | 0          | 0          | 0          | 0           |
| Carl Hagelin      | VF         | 26         |            | 2015       | 2016       | 43         | 4          | 8          | 12         | 14         | 0          | 0          | 0          | 0          | 0          | 0           |
| Marcus Pettersson | B          | 65         |            | 2016       | 2019       | 49         | 1          | 9          | 10         | 23         | 4          | 0          | 0          | 0          | 2          | 0           |
| Nick Sörensen     | HF         | 59         |            | 2016       | 2017       | 5          | 0          | 1          | 1          | 2          | 0          | 0          | 0          | 0          | 0          | 0           |
| Jacob Larsson     | B          | 51         |            | 2017       |            | 4          | 0          | 0          | 0          | 2          | 0          | 0          | 0          | 0          | 0          | 0           |
| Dennis Rasmussen  | C          | 22         |            | 2017       | 2018       | 27         | 1          | 3          | 4          | 8          | 0          | 0          | 0          | 0          | 0          | 0           |
| Christian Djoos   | B          | 29         |            | 2019       | 2020       | 9          | 1          | 2          | 3          | 2          | 0          | 0          | 0          | 0          | 0          | 0           |
| John Klingberg    | B          | 3          |            | 2022       | 2023       | 50         | 8          | 16         | 24         | 30         | 0          | 0          | 0          | 0          | 0          | 0           |
| Robert Hägg       | B          | 18         |            | 2023       | 2024       | 5          | 0          | 0          | 0          | 4          | 0          | 0          | 0          | 0          | 0          | 0           |
| Gustav Lindström  | B          | 28         |            | 2023       |            |            |            |            |            |            |            |            |            |            |            |             |
| Isac Lundeström   | C          | 21         |            | 2018       |            |            |            |            |            |            |            |            |            |            |            |             |
| Oliver Kylington  | B          | 58         |            | 2025       | -          |            |            |            |            |            |            |            |            |            |            |             |

¹ = Grundserie
² = Slutspel
Övertid = Vunnit matcher som har gått till övertid. | GAA = Insläppta mål i genomsnitt | SVS% = Räddningsprocent | Nollor = Hållit nollan det vill säga att motståndarlaget har ej lyckats göra mål på målvakten under en match. | K/A = Om spelare har varit lagkapten och/eller assisterande lagkapten | PIM = Utvisningsminuter

## Första draftval

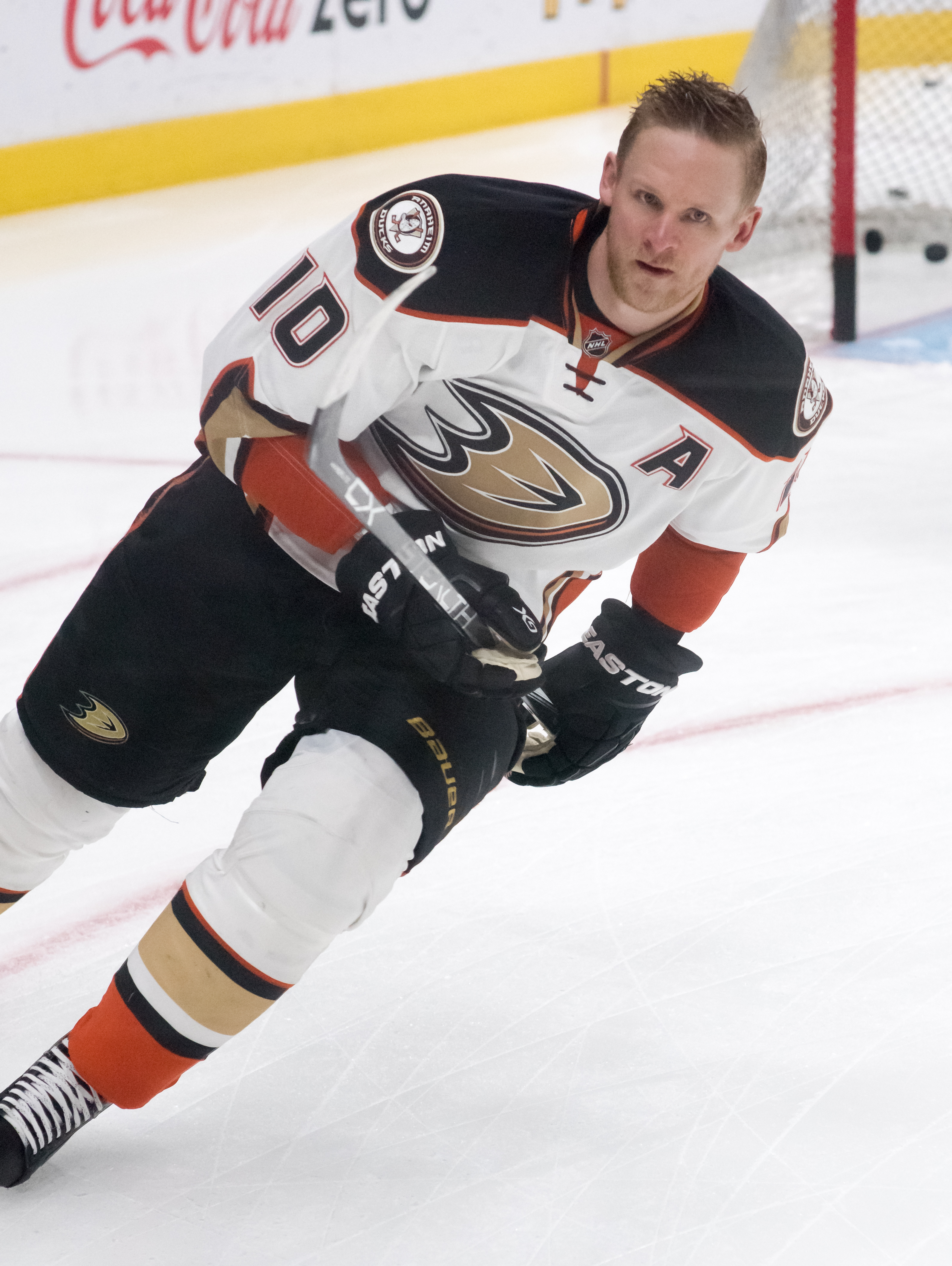
Corey Perry, 2016.

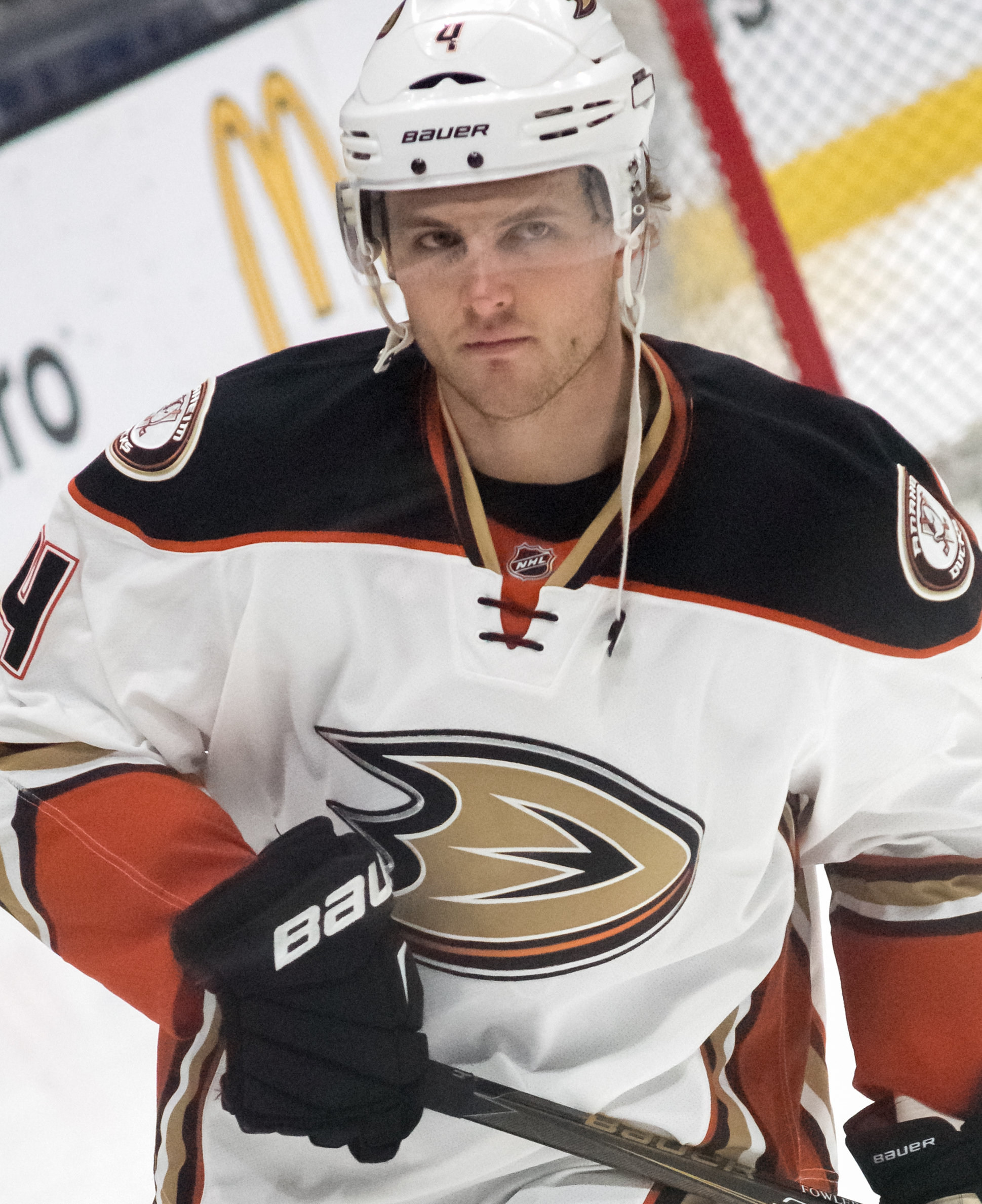
Cam Fowler, 2016.

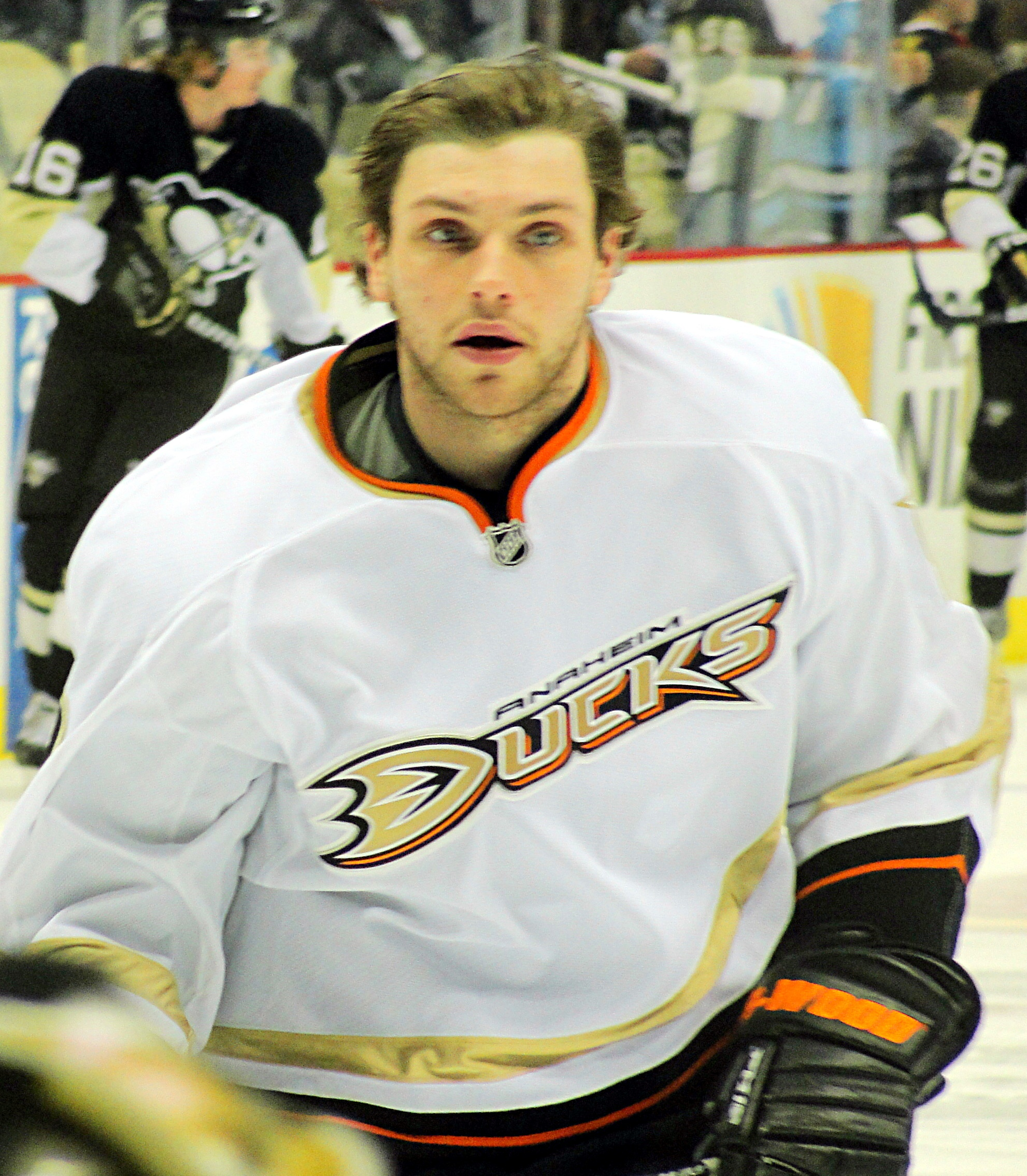
Bobby Ryan, 2012.

Källa: 
| År   | Spelare             | Pos. | Draftnummer           |
| ---- | ------------------- | ---- | --------------------- |
| 1993 | Paul Kariya         | VF   | Vald som nummer fyra. |
| 1994 | Oleg Tverdovskij    | B    | Vald som nummer två.  |
| 1995 | Chad Kilger         | VF   | Vald som nummer fyra. |
| 1996 | Ruslan Salej        | B    | Vald som nummer nio.  |
| 1997 | Michael Holmqvist   | C    | Vald som nummer 18.   |
| 1998 | Vitalij Visjnevskij | B    | Vald som nummer fem.  |
| 2000 | Aleksej Smirnov     | VF   | Vald som nummer tolv. |
| 2001 | Stanislav Tjistov   | F    | Vald som nummer fem.  |
| 2002 | Joffrey Lupul       | F    | Vald som nummer sju.  |
| 2003 | Ryan Getzlaf        | C    | Vald som nummer 19.   |
| 2003 | Corey Perry         | HF   | Vald som nummer 28.   |
| 2004 | Ladislav Šmíd       | B    | Vald som nummer nio.  |
| 2005 | Bobby Ryan          | HF   | Vald som nummer två.  |
| 2006 | Mark Mitera         | B    | Vald som nummer 19.   |
| 2007 | Logan MacMillan     | C    | Vald som nummer 19.   |
| 2008 | Jake Gardiner       | B    | Vald som nummer 17.   |
| 2009 | Peter Holland       | C    | Vald som nummer 15.   |
| 2009 | Kyle Palmieri       | F    | Vald som nummer 26.   |
| 2010 | Cam Fowler          | B    | Vald som nummer tolv. |
| 2010 | Emerson Etem        | HF   | Vald som nummer 29.   |
| 2011 | Rickard Rakell      | HF   | Vald som nummer 30.   |
| 2012 | Hampus Lindholm     | B    | Vald som nummer sex.  |
| 2013 | Shea Théodore       | B    | Vald som nummer 26.   |
| 2014 | Nick Ritchie        | VF   | Vald som nummer tio.  |
| 2015 | Jacob Larsson       | B    | Vald som nummer 27.   |
| 2016 | Max Jones           | VF   | Vald som nummer 24.   |
| 2016 | Sam Steel           | C    | Vald som nummer 30.   |
| 2018 | Isac Lundeström     | C    | Vald som nummer 23.   |
| 2019 | Trevor Zegras       | C    | Vald som nummer nio.  |
| 2019 | Brayden Tracey      | VF   | Vald som nummer 29.   |
| 2020 | Jamie Drysdale      | B    | Vald som nummer sex.  |
| 2020 | Jacob Perreault     | HF   | Vald som nummer 27.   |
| 2021 | Mason McTavish      | C    | Vald som nummer tre.  |
| 2022 | Pavel Mintjukov     | B    | Vald som nummer tio.  |
| 2022 | Nathan Gaucher      | C    | Vald som nummer 22.   |
| 2023 | Leo Carlsson        | C    | Vald som nummer två.  |
| 2024 | Beckett Sennecke    | HF   | Vald som nummer tre.  |
| 2024 | Stian Solberg       | B    | Vald som nummer 23.   |